# Penetration Angst
Penetration Angst (Alternativtitel: Angst) ist ein britischer Trash-Horrorfilm von Regisseur Wolfgang Büld aus dem Jahr 2003. Produziert wurde der Film von Dark Black Films sowie von The Purple Orange Film Company.

## Handlung
Die schüchterne Helen wird von ihrem Freund im Auto vergewaltigt. Nach der Misshandlung ist dieser jedoch verschwunden – nur seine Kleidung bleibt zurück. Als sie einen Gynäkologen aufsucht, wird sie von ihm nicht untersucht, sondern betäubt und wiederum vergewaltigt. Als sie aufwacht, sind von dem Arzt nur noch die Kleidung und ein Kondom zurückgeblieben. Helen erkennt nun, dass ihre Vagina eine sogenannte Vagina dentata ist, die Männer mit Haut und Haaren verschluckt, wenn sie Sex mit ihnen hat. Um den immer größer werdenden Hunger ihrer Vagina zu stillen, reist sie nach London. Dort prostituiert sie sich und lässt ihre Vagina einen Freier nach dem anderen verschlingen. Auf ihrem Streifzug gerät sie an einen Sadisten und wird von diesem gefesselt. Nachdem der Mann von ihrem Geschlechtsteil verschlungen wurde, bleibt sie gefesselt zurück. Sie macht durch lautes Schreien auf sich aufmerksam. Der junge Polizist John, in den sich Helen alsbald verliebt, rettet sie. Nach der Hochzeit droht ihre Beziehung daran zu scheitern, dass sie nicht mit ihrem Mann schlafen kann.
Helens ewiger Verehrer Dennis reist ebenfalls nach London, um seine Angebetete zu suchen. Dort trifft er auf Siamesische Zwillinge – die sexsüchtige Sonja und die frigide Silvia. Dennis verliebt sich in Silvia, hat jedoch versehentlich mit ihrer Schwester Sonja Geschlechtsverkehr. Um auszuschließen, dass etwas Derartiges erneut geschieht, versucht er, die beiden mit einem elektrischen Brotmesser zu trennen. Dabei tötet sich jedoch Sonja selbst und Dennis gerät dadurch auf die Fahndungsliste der Polizei. Zusammen mit einer Prostituierten raubt er eine Bank aus und flüchtet aus London.
Die beiden nehmen auf ihrer Flucht Helen und John als Geiseln, die sich gerade auf Hochzeitsreise in einem Wohnmobil befinden. Die Prostituierte wirft Dennis aus dem Wagen, da dieser Helen aus der Geiselhaft befreien will. Auf der Flucht tötet sie einen der beiden Polizisten, die ihr auf die Spur gekommen sind. Dennis erreicht zu Fuß den Wohnwagen, schlägt die Prostituierte bewusstlos, befreit Helen und flüchtet zusammen mit ihr. Der zweite, schwerverletzte Polizist öffnet, kurz bevor er stirbt, den Hahn des Gasofens im Wohnwagen. Als sich die Prostituierte eine Zigarette anzündet, explodiert der Wohnwagen.
Da Helen in Dennis ihre wahre Liebe gefunden hat, kann sie mit ihm Sex haben, ohne dass ihr Geschlechtsteil ihn auffrisst.

## Entstehungsgeschichte
„Ich habe mir dann überlegt, […] was wollte ich schon immer machen, und hab dann aus mehreren unausgegorenen Kurzfilmideen in einer schlaflosen Nacht in London das Konzept für "Penetration Angst" entwickelt. Und da habe ich bei jeder Szene überlegt, was kann jetzt noch Schreckliches passieren und was fällt mir jetzt noch Geschmackloses ein.“

Der Film wurde am 20. Juli 2003 in Großbritannien uraufgeführt, die DVD erschien 2004 bei Epix Media in Berlin. 2008 wurde der Film in der "Horror Collection 1" gemeinsam mit dem dänischen Mystery-Thriller Midsummer und dem australischen Film Cubbyhouse - Das Teufelshaus erneut veröffentlicht.